# Les Épées sur les rochers
 (signalé en juin 2025).
Si vous disposez d'ouvrages ou d'articles de référence ou si vous connaissez des sites web de qualité traitant du thème abordé ici, merci de compléter l'article en donnant les références utiles à sa vérifiabilité et en les liant à la section « Notes et références ».
- Archive Wikiwix
- Bing
- Cairn
- DuckDuckGo
- E. Universalis
- Gallica
- Google
- G. Books
- G. News
- G. Scholar
- Persée
- Qwant
- (zh) Baidu
- (ru) Yandex
- (wd) trouver des œuvres sur Wikidata

Les Épées sur les rochers (en norvégien Sverd i fjell, aussi connu sous le nom de Sverd i stein) est un monument situé sur la rive du Hafrsfjord, près de Stavanger, qui commémore la bataille de Hafrsfjord, où Harald à la Belle Chevelure a remporté sa dernière victoire.
Le monument représente trois épées enfoncées dans le rocher. Les épées sont faites de bronze, et ont une hauteur de près de dix mètres. Il a été conçu par le sculpteur Fritz Røed et a été inauguré en 1983 par le roi Olav V, pour le 1111e anniversaire de la bataille de Hafrsfjord. Les trois épées symbolisent les trois rois qui se sont combattus : la plus grande Harald à la Belle Chevelure, qui a remporté la victoire, et les deux autres ses adversaires. On dit aussi que le monument est un symbole de paix, car les épées sont désormais plantées dans le sol pour ne plus être utilisées.